# Diathèse (médecine)
Cet article concerne un terme de médecine. Pour le sens en linguistique, voir Diathèse.
En médecine, une diathèse (du grec ancien : διάθεσις  « disposition, arrangement, tempérament, état, condition ») est un terme vieilli qui peut désigner :
- un ensemble de signes cliniques et de symptômes qu'un patient est susceptible de présenter successivement ou simultanément, et supposés avoir une origine commune. Dans ce sens, on emploie plutôt aujourd'hui le terme de syndrome.
- une tendance d'un organisme à répondre de façon pathologique à certaines stimulations. On parle plus couramment de prédisposition ou de susceptibilité.